# Flavius Honorius
Flavius Honorius, couramment appelé Honorius, né le 9 septembre 384 à Constantinople et mort le 15 août 423 à Ravenne, fils de Théodose Ier, est empereur d'Occident de 395 à 423, tandis que son frère aîné, Arcadius, règne sur l'Empire romain d'Orient. 
De 395 à 408, la régence, puis le gouvernement effectif sont assurés par Stilicon, qui connait d'abord une période de succès. Lorsque le 31 décembre 406, la Gaule est envahie par les Vandales et les Suèves et en 407, l'usurpateur Constantin III fait passer en Gaule les légions de Bretagne et s'installe à Arles. Ces échecs sont imputés à Stilicon, qui est exécuté en 408. Un nouveau désastre a lieu avec l'arrivée des Wisigoths en Italie et particulièrement le siège suivi de la prise de Rome en 410.
La situation se rétablit ensuite grâce à l'action du général Flavius Constance, qui reprend Arles (411), puis réussit à soumettre les Wisigoths. Ceux-ci acceptent le statut de peuple fédéré en 416 et fondent le royaume de Toulouse (418). En 417, Flavius Constance épouse la sœur d'Honorius, Galla Placidia et est nommé Auguste au début de 421. Il meurt peu de temps après (septembre 421), un peu moins de deux ans avant Honorius.

## Biographie

### Origines familiales
Il est le fils de Théodose Ier (347-395), dernier empereur romain à régner sur les deux parties de l'empire, et d'Ælia Flacilla, qui meurt vers 386 alors qu'il a deux ans.
Il est le frère cadet d'Arcadius (377-408), proclamé Auguste dès 383. 
Veuf, Théodose se remarie vers 387 avec Ælia Galla, qui lui donne une fille, Galla Placidia.

### Débuts sur le trône du vivant de son père (393-395)
Son père le nomme Auguste le 10 janvier 393 avant de partir pour l'Italie affronter l'usurpateur Eugène. Vainqueur (septembre 394), Théodose fait venir Honorius à Milan, résidence impériale en Occident. 

### Empereur d'Occident sous la tutelle de Stilicon (395-408)
Honorius devient empereur d'Occident à la mort de Théodose, survenue le 17 janvier 395, alors qu'il n’a que 11 ans, tandis qu'Arcadius devient empereur d'Orient. Théodose a chargé le maître de la milice Stilicon, époux de sa nièce Serena, de veiller sur ses deux fils. Mais Stilicon ne réussit pas à devenir le maître à Constantinople, où le pouvoir est pris par Rufin, principal ministre d'Arcadius.

#### Conflit entre Stilicon et les ministres d'Arcadius (395-400)
Complotant avec un autre ministre d'Arcadius, Eutrope, Stilicon renvoie à Constantinople les contingents goths dirigés par Gaïnas, qui ont servi sous Théodose en Italie. Ils assassinent Rufin en 395 au profit d'Eutrope, mais celui-ci se retourne alors contre Stilicon, en soutenant notamment contre lui la rébellion de Gildon en Afrique (398). La disgrâce d'Eutrope en 399 ne met pas fin aux tensions, car un violent mouvement anti-germanique se développe à Constantinople en 400 : Gaïnas et ses Goths sont massacrés, tandis que les Wisigoths stationnés en Illyricum sont poussés vers l'Occident,.

#### Succès de Stilicon en Occident
En 402, Stilicon décide de transférer la résidence impériale d'Occident de Milan à Ravenne, ville bien protégée par une ceinture de marécages et des remparts, où Honorius installe son palais, sa cour et son administration. Il fait épouser à Honorius sa fille Marie, qui meurt en 407 avant la consommation du mariage. Stilicon la remplace par une autre de ses filles, Thermantia (Honorius la répudiera en 408 et n'aura pas d'autre épouse, ni aucune descendance).
Stilicon sauve à deux reprises le trône d’Honorius des Germains par ses victoires de Pollentia en 402 sur le Wisigoth Alaric Ier et de Fiesole en 406 sur les Ostrogoths de Radagaise. 
En 404, Stilicon fait célébrer à Rome un triomphe au nom d'Honorius. Il fait aussi d'une des portes du mur d'Aurélien un arc de triomphe en l'honneur d'Arcadius, Honorius et Théodose, pour leurs victoires sur les Goths.

#### Le retournement de 407 et la chute de Stilicon (408)
Le pouvoir d'Honorius est ébranlé par une invasion des Vandales, des Suèves et des Alains le 31 décembre 406, lesquels sont menacés à l'est par les Huns, le passage du Rhin provoque l'abandon définitif de la province romaine de Bretagne en 407, toutes les légions qui y stationnaient sont rapatriées vers le continent, en Gaule, et menées par l'usurpateur Constantin III. Par ailleurs, des auxiliaires Huns, utilisés par Honorius ne parviennent pas à endiguer l'avance des Goths menés par Radagaise qui pénètrent en Italie.
En 408, une coalition se forme contre Stilicon parmi les membres de la cour de Ravenne et parmi les officiers romains inquiets des recrutements massifs de mercenaires germains. Stilicon a en définitive tenté de rallier puis manipuler Alaric puis l'empereur lui-même. Déclaré traitre, Stilicon est exécuté le 22 août 408, ainsi que son fils Eucher, sur ordre d’Honorius et remplacé comme magister officiorum par Olympius. 
Honorius répudie alors Thermantia, fille cadette de Stilicon, et l'armée est épurée de ses éléments germaniques.

### Le magister Olympius face aux Goths

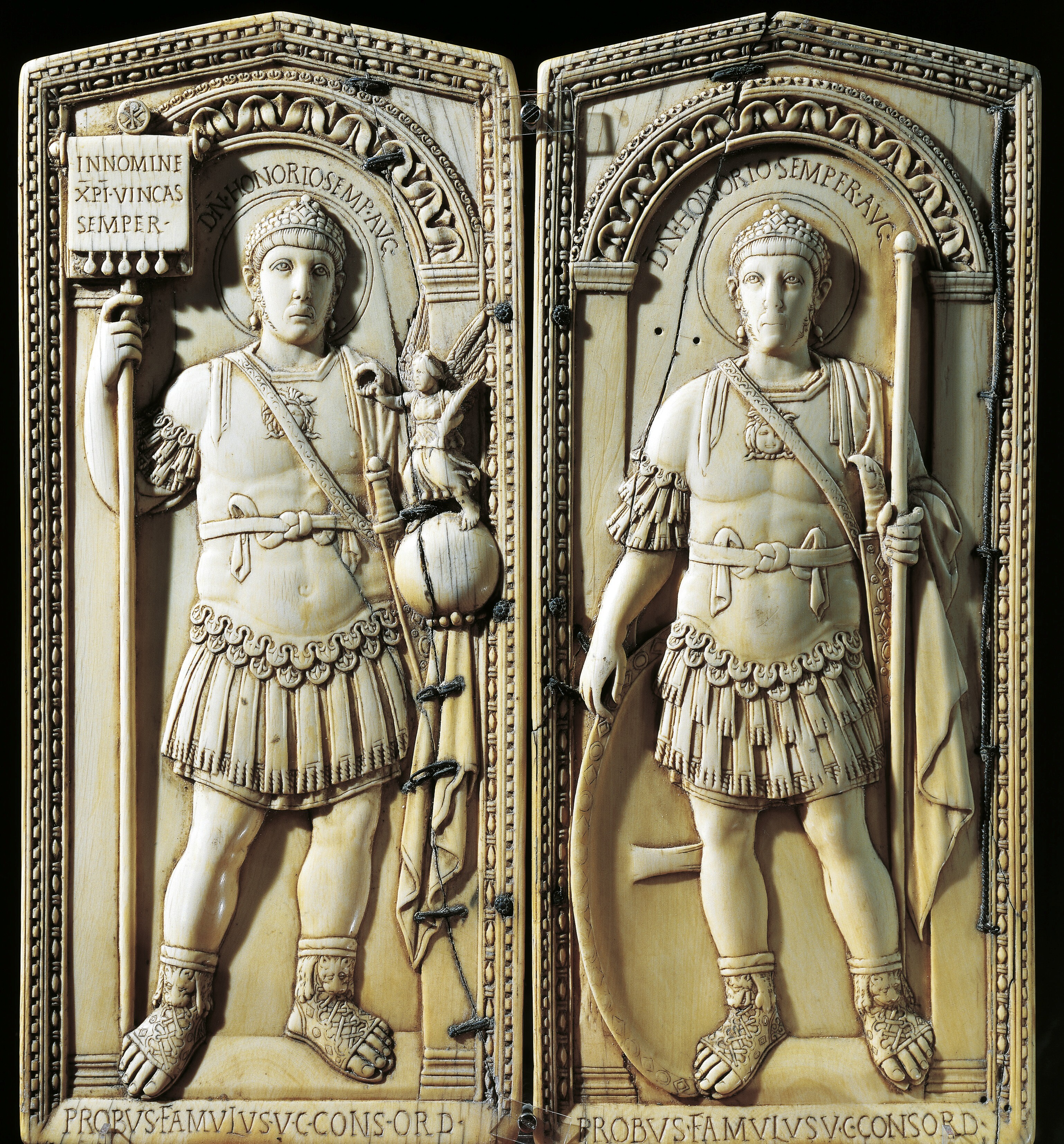
Diptyque en ivoire du consul de 406 Anicius Petronius Probus. Offrande à l'empereur Honorius représenté en soldat du Christ, titrée « À notre seigneur Honorius toujours auguste » avec la hampe du légionnaire qui porte l'inscription « Au nom du Christ tu seras toujours vainqueur », Musée du trésor de la cathédrale d'Aoste.

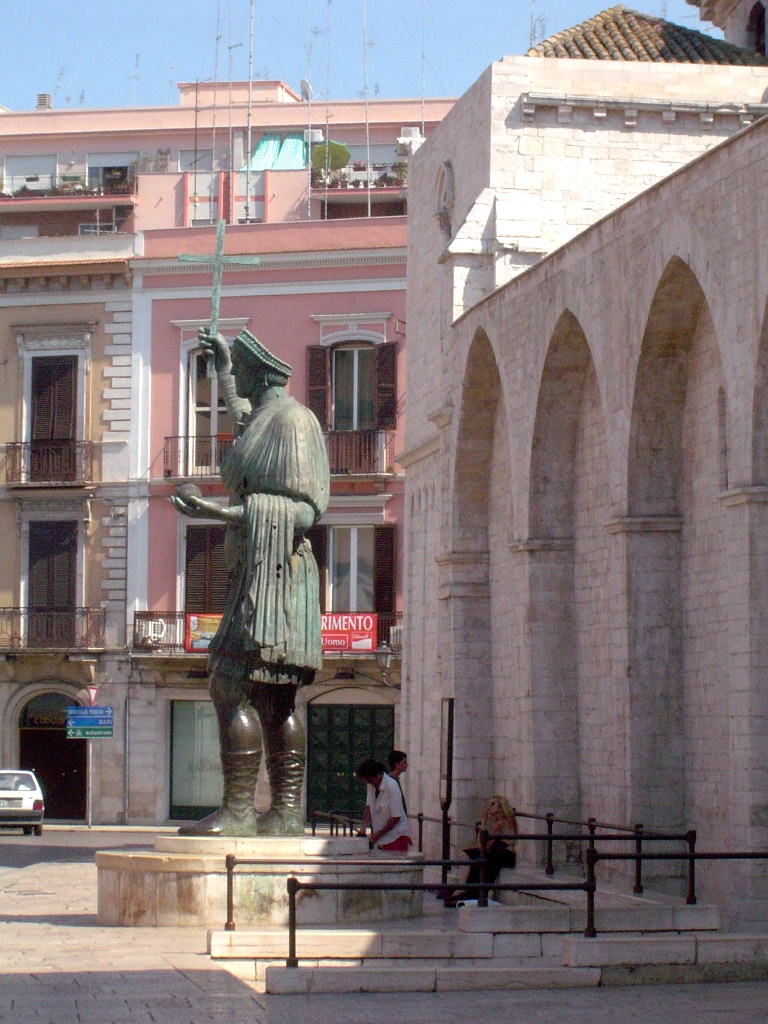
Le « colosse » de Barletta est probablement une statue de l’empereur Honorius.

L'élimination de Stilicon ne résout aucun des problèmes de l'empire. L'épuration menée par Olympius est vaine. Les Vandales et les Suèves s’installent en Espagne en 409 et Honorius leur accordera en définitive le statut de fédérés en 412.
Souhaitant qu'on leur accorde des terres et des droits, les Wisigoths d’Alaric Ier assiègent Rome à partir de 408 et proclament empereur Priscus Attale en 409, qui devient une marionnette, dans le cadre des tractations nobiliaires menées par Alaric. Les troupes de ce dernier, au bout d'un troisième siège, prennent Rome le 24 août 410. Le sac de la ville est vécu comme un désastre symbolique. Incapable de défendre Rome, Honorius semble dépassé par les événements.  
Parallèlement, Honorius est confronté à plusieurs usurpations en Gaule (Jovin, Constantin III en 407, Maxime en 409). 

### Les succès de Flavius Constance (411-421)
En 411, le général et nouveau magister militum Flavius Constance réussit à vaincre Constantin III à Arles, puis Maxime. Vers 415, il parvient à faire chasser de la Gaule narbonnaise le roi wisigoth Athaulf, successeur d’Alaric Ier et époux de Galla Placidia, sœur d'Honorius (prisonnière depuis le sac de Rome en 410). Dans l'ensemble, il rétablit la domination impériale sur la Gaule et sur l'Hispanie. 
Après la mort d'Athaulf (415), Flavius Constance accorde aux Wisigoths dirigés par Wallia, le droit de s'établir dans l’Aquitaine seconde où ils s’installent en 416 avec le statut de peuple fédéré, fondant en 418 le royaume wisigoth de Toulouse. En 417, il épouse Galla Placidia libérée par les Wisigoths, entrant ainsi dans la famille impériale. 
En février 421, Flavius Constance reçoit le titre d'Auguste, sous le nom de Constance III, mais ce titre n'est pas reconnu par l'empereur d'Orient Théodose II, ce qui suscite un début de conflit entre les deux parties de l'empire, mais la mort de Constance III en septembre 421 y met fin.

### Fin de règne et succession
Les deux dernières années de règne d'Honorius se déroulent dans un calme relatif[réf. nécessaire]. Il meurt le 15 août 423 d’hydropisie.
Théodose II souhaiterait rétablir l’unité impériale, mais confronté à l’usurpation de Jean (423-425), il se résigne à désigner comme César en 424, puis comme Auguste en 425 le neveu d’Honorius, Valentinien III, fils de Galla Placidia et de Constance III.

### Les frappes monétaires sous le règne d'Honorius

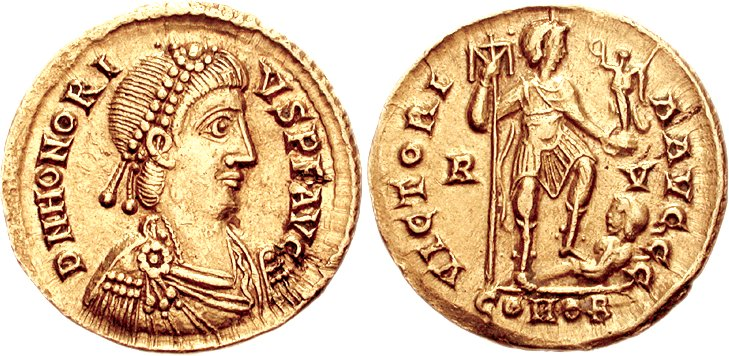
Solidus d'Honorius.

Malgré les problèmes de l'Empire d'Occident, les émissions de solidus et de trémissis d'or continuent en abondance, tout en maintenant le poids et la qualité des pièces. Frappées dans les ateliers monétaires italiens (Rome, Ravenne, Milan), parfois en Gaule dans l'atelier d'Arles, elles servent principalement à financer les dépenses militaires. 

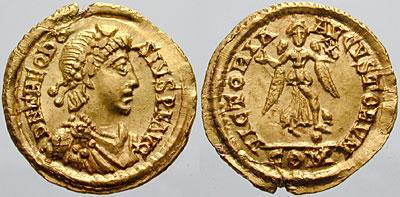
Trémissis d'or à l'effigie d'Honorius, frappé par les Wisigoths.

Le royaume wisigoth fédéré de Toulouse frappe aussi des imitations en or des frappes impériales à partir de son installation en Gaule en 418. Ces monnaies sont émises au nom de l'empereur.
Les frappes de monnaie d'argent deviennent plus rares et se concentrent en Italie. La menue monnaie en bronze est produite en abondance jusqu'aux années 420.

### Honorius dans la littérature et les arts
- 1687 : Agostino Steffani, Alaric le Balte, ou l’audacieux roi des Goths, opéra en trois actes dans lequel Honorius est un des personnages principaux ;
- 1880 : Jean-Paul Laurens (peintre spécialisé dans la peinture d'histoire), L'Empereur Honorius, représenté dans l'enfance ;
- 1883 : John William Waterhouse, The Favorites of the Emperor Honorius, tableau montrant Honorius préférant la compagnie de ses poules et de ses pigeons à celle de ses conseillers.

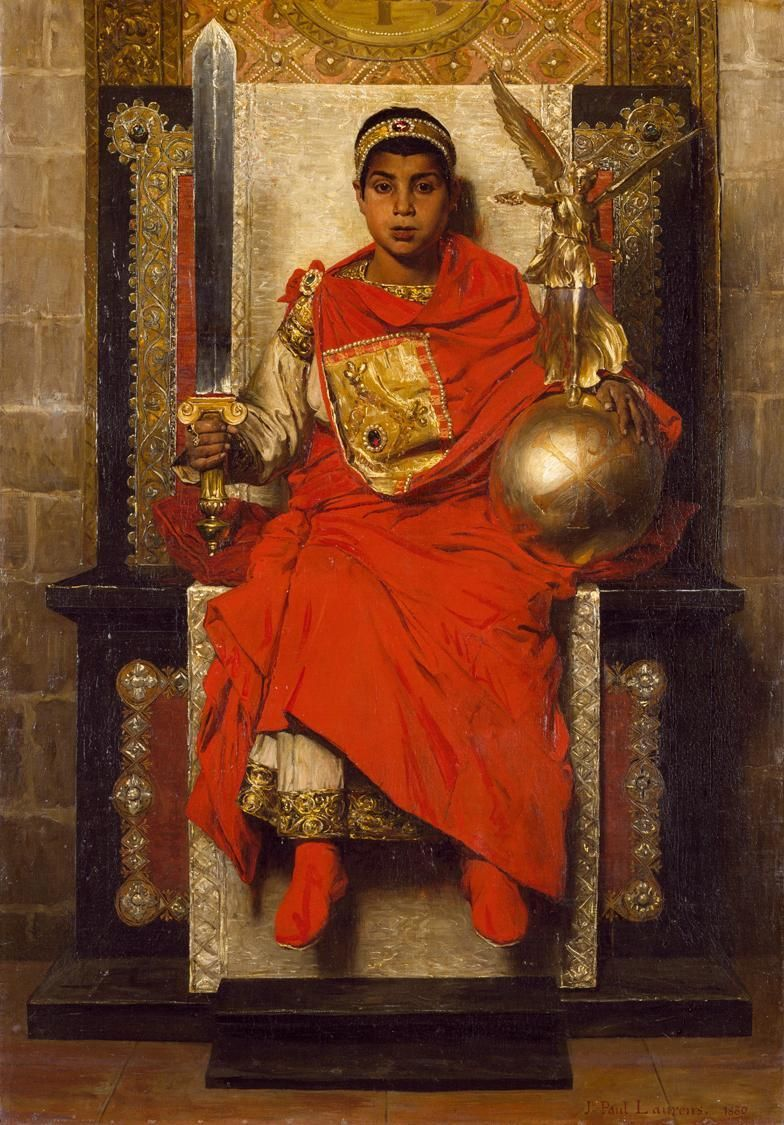
L'Empereur Honorius de Jean-Paul Laurens.
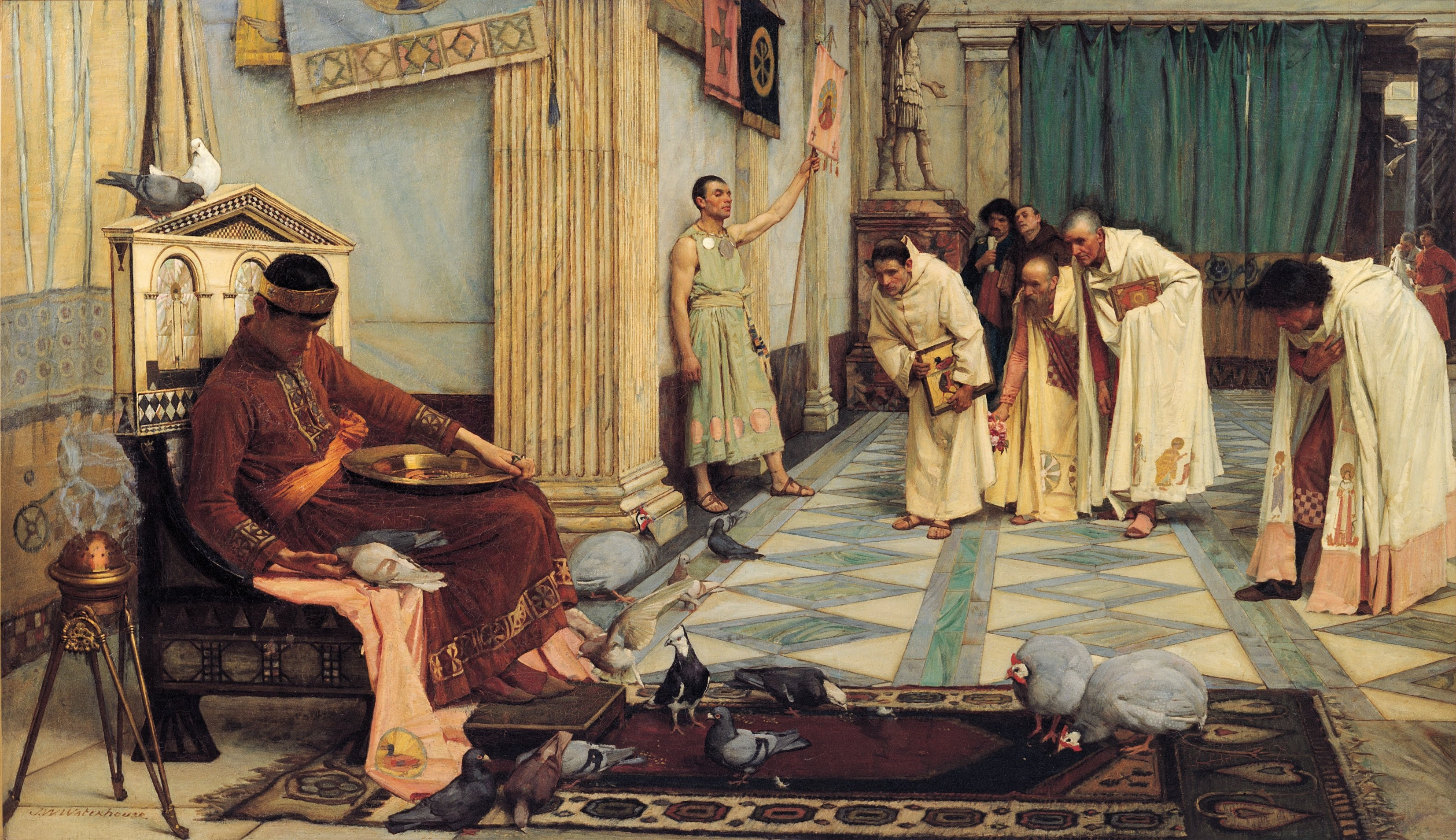
The Favorites of the Emperor Honorius de John William Waterhouse.